# Sphaerocoryne affinis
Espèce
Synonymes
- Mitrella mesnyi (Pierre) Bân
- Popowia aberrans
- Unona mesnyi Pierre

Sphaerocoryne affinis (synonyme notable : Mitrella mesnyi ) est une espèce de plante à fleurs de la famille des corossols, les Annonaceae. C'est une liane originaire de Malésie et de Thaïlande.
Les fleurs parfumées de Sphaerocoryne affinis sont très appréciées au Cambodge et en Thaïlande.

## Description
C'est une liane qui a une hauteur de 8 à 12 m et un diamètre de tige de 20–30 cm. Cette plante a une fleur blanche jaunâtre avec une seule feuille alterne. Elle dégage une odeur attrayante en fin d'après-midi et en soirée, un parfum distinctif qui peut être senti de loin.

## Importance culturelle
Le rumduol ou romduol (khmer : រំដួល), comme il est appelé au Cambodge et par les Khmers, est souvent planté dans les jardins et les parcs car il est apprécié pour son parfum. Les fleurs sont utilisées pour fabriquer une cire à lèvres parfumée appelée kramuon rumduol ( khmer : ក្រមួនរំដួល   ). Plusieurs régions du Cambodge portent le nom de cette fleur, comme le district de Romdoul et Ou Rumduol.
Dans un décret royal de 2005 du roi Sihamoni du Cambodge, le rumduol a été proclamé la fleur nationale du Cambodge, mais ce décret fait référence à un synonyme invalide de ce taxon, Mitrella mesnyi. Le rumduol est souvent appelé Popowia aberrans sur les panneaux botaniques et comme l'a noté Headley dans le dictionnaire cambodgien-anglais,.